# Карта социального сопровождения
Карта социального сопровождения — подробная характеристика о несовершеннолетнем подсудимом, используемая участниками процесса сопровождения, призванная оптимизировать механизмы межведомственного взаимодействия субъектов систем исполнения наказаний и профилактики безнадзорности и правонарушений несовершеннолетних по их ресоциализации и социальной интеграции в обществе.
Собранные в карте сведения позволяют представить индивидуальные психологические особенности несовершеннолетнего, его социальной среды, установить причины и условия, способствовавшие совершению преступления и определить меры предупреждения рецидива, которые необходимо осуществить в отношении к нему в рамках индивидуальной программы профилактики после суда.
Карта разработана для реализации предписаний статьи 421 УПК Российской Федерации.

## Разновидности
- Карта социального сопровождения ученика и его семьи.
- Карта социального сопровождения несовершеннолетнего.
- Карта социального сопровождения несовершеннолетнего, возвращающегося из мест отбывания наказания (Кировская область)[6].

## Содержание
В карте социального сопровождения в зависимости от её разновидности необходимо указание следующих сведений о несовершеннолетнем:
- личность, характер, отношение, ориентация (культурные и лингвистические особенности, интеллектуальное развитие, поведенческие проблемы, медицинские и духовные потребности и т.п.)[7];
- оценка состояния несовершеннолетнего и условий его жизни;
- сведения о совершённых преступлениях и правонарушениях;
- описание содержания проведённой профилактической работы с несовершеннолетним: социальных, педагогических, медицинских, психологических, социальных мероприятий[8].